# Отто фон Бюлов
Отто фон Бюлов (Otto von Bülow; 16 жовтня 1911, Вільгельмсгафен — 5 січня 2006, Вольторф) — німецький офіцер-підводник, корветтен-капітан крігсмаріне, капітан-цур-зее бундесмаріне. Кавалер Лицарського хреста Залізного хреста з дубовим листям.

## Біографія
9 січня 1930 року вступив у ВМФ. Служив на лінійних кораблях «Дойчланд» і «Шлезвіг-Гольштейн», а також в ППО ВМС. У квітні 1940 року переведений в підводний флот. З 11 листопада 1940 по 2 липня 1941 року командував підводним човном U-3 21-ї флотилії, але у військових діях участі не брав. 6 серпня 1941 року в Данцигу призначений командиром підводного човна U-404, на якому зробив 6 походів (провівши в морі в цілому 280 днів).
| № походу | Дата і місце відправлення | Дата і місце відправлення | Дата і місце прибуття | Дата і місце прибуття | Днів у морі |
| -------- | ------------------------- | ------------------------- | --------------------- | --------------------- | ----------- |
| 1.       | 17 січня 1942             | Кіль                      | 1 лютого 1942         | Лор'ян                | 16          |
| 2.       | 14 лютого 1942            | Лор'ян                    | 4 квітня 1942         | Брест                 | 50          |
| 3.       | 6 травня 1942             | Брест                     | 14 липня 1942         | Сен-Назер             | 70          |
| 4.       | 23 серпня 1942            | Сен-Назер                 | 13 жовтня 1942        | Сен-Назер             | 52          |
| 5.       | 21 грудня 1942            | Сен-Назер                 | 6 лютого 1943         | Сен-Назер             | 48          |
| 6.       | 21 березня 1943           | Сен-Назер                 | 3 травня 1943         | Сен-Назер             | 44          |

В січні 1942 року вийшов з Кіля в свій перший похід. У наступних походах потопив 14 суден та кораблів, включаючи британський есмінець «Ветеран» (водотоннажністю 1120 брт). 25 квітня 1943 року атакував британський ескортний авіаносець «Бітер», але невдало: торпеди здетонували на підході до корабля. Після повернення з походу 19 липня 1943 року здав командування. У вересні 1943 року переведений в 29-у флотилію, де йому доручили підготовку екіпажів підводних човнів. З 8 по 18 квітня 1945 року командував підводним човном нового типу XXI U-2545, але взяти участь в бойових операціях йому не довелося. В останні тижні війни командував морським штурмовим батальйоном і в травні 1945 року здався британським військам. Всього за час військових дій Бюлов потопив 15 суден загальною водотоннажністю 72 570 брт і пошкодив 2 корабля водотоннажністю 16 689 брт.
| Дата            | Назва корабля          | Тоннаж, брт | Країна             | Convoy |
| --------------- | ---------------------- | ----------- | ------------------ | ------ |
| 5 березня 1942  | Collamer               | 5,112       | США                | HX-178 |
| 13 березня 1942 | Tolten                 | 1,858       | Чилі               |        |
| 14 березня 1942 | Lemuel Burrows         | 7,610       | США                |        |
| 17 березня 1942 | San Demetrio           | 8,073       | Британська імперія |        |
| 30 березня 1942 | Alcoa Shipper          | 5,491       | США                |        |
| 1 червня 1942   | West Notus             | 5,492       | США                |        |
| 3 червня 1942   | Anna                   | 1,345       | Швеція             |        |
| 24 червня 1942  | Ljubica Matkovic       | 3,289       | Югославія          |        |
| 25 червня 1942  | Nordal                 | 3,845       | Панама             |        |
| 25 червня 1942  | Manuela                | 4,772       | США                |        |
| 27 червня 1942  | Moldanger              | 6,827       | Норвегія           |        |
| 11 вересня 1942 | Marit II (пошкоджений) | 7,417       | Норвегія           | ON 127 |
| 12 вересня 1942 | Daghild (пошкоджений)  | 9,272       | Норвегія           | ON 127 |
| 26 вересня 1942 | HMS Veteran (D 72)     | 1,120       | Британська імперія | RB-1   |
| 29 березня 1943 | Nagara                 | 8,791       | Британська імперія | SL 126 |
| 30 березня 1943 | Empire Bowman          | 7,031       | Британська імперія | SL 126 |
| 12 квітня 1943  | Lancastrian Prince     | 1,914       | Британська імперія | ON-176 |

У серпні 1945 року звільнений. У липні 1956 року вступив в створюваний ВМФ ФРН. У 1960 році керував прийманням в Чарльстоні есмінця Z-6 (до покупки ФРН — колишній американський есмінець типу «Флетчер» «Чарльз Осборн»). З березня 1963 року — командир 3-ї ескадри есмінців. З 1965 року — командувач гарнізоном Гамбурга. У 1970 році вийшов у відставку.

## Звання
- Кандидат в офіцери (1 квітня 1930)
- Морський кадет (9 жовтня 1930)
- Фенріх-цур-зее (1 січня 1932)
- Обер-фенріх-цур-зее (1 квітня 1934)
- Лейтенант-цур-зее (1 січня 1935)
- Обер-лейтенант-цур-зее (1 червня 1936)
- Капітан-лейтенант (1 червня 1939)
- Корветтен-капітан (1 червня 1943)

## Нагороди
- Медаль «За вислугу років у Вермахті» 4-го класу (4 роки)
- Залізний хрест 2-го і 1-го класу (6 квітня 1942) — отримав 2 нагороди одночасно.
- Нагрудний знак підводника з діамантами
  - знак (6 квітня 1942)
  - діаманти (травень 1943)
- Двічі відзначений у Вермахтберіхт (28 червня 1942 і 26 квітня 1943)
- Лицарський хрест Залізного хреста з дубовим листям
  - лицарський хрест (20 жовтня 1942)
  - дубове листя (№ 234; 26 квітня 1943)
- Хрест Воєнних заслуг 2-го класу з мечами (20 квітня 1944)
- Орден «За заслуги перед Федеративною Республікою Німеччина», офіцерський хрест